# Rugocaudia
Rugocaudia là một chi khủng long, được Woodruff mô tả khoa học năm 2012.